# 新居郡
新居郡（日语：／ Nii gun */?）為過去隸屬日本伊予國的郡，廢藩置縣後屬愛媛縣，已於1959年因轄下町村併入新居濱市後而消失。
過去的範圍包括現在的西條市和新居濱市。

## 歷史
大化革新實行郡制時，最初稱為神野郡，後來因為跟嵯峨天皇的幼名「賀美野親王」發音相同，而改名為新居郡。另外也有一種說法是嵯峨天皇幼時的乳母由出身自神野郡的女性擔任，而後為表彰其功績，而以「賀美野宿禰」之名作為嵯峨天皇的親王之名。
戰國時代由金子城的金子氏實質上支配，江戶時代則設置西條藩，為紀州德川家的分家。
明治之後，以西條和新居濱兩地為中心快速發展，兩地逐漸整並周圍的城鎮後，逐漸發展成現在的樣貌。
過去的郡役所，大概都設在今天西條市內。

### 年表
- 1889年12月15日：實施町村制，新居郡下轄：西條町、神拝村、大町村、玉津村、飯岡村、冰見村、橘村、神戶村、加茂村、大保木村、新居濱村、金子村、高津村、大島村、多喜濱村、神鄉村、垣生村、船木村、泉川村、中萩村、大生院村、角野村。（1町21村）
- 1908年1月1日：（3町19村）
  - 新居濱村改制為新居濱町。
  - 冰見村升改制為冰見町。
- 1925年2月11日：神拜村、大町村、玉津村被併入西條町。（3町16村）
- 1937年11月3日：金子村、高津村、新居濱町合併為新居濱市[1]，並脫離新居郡。（2町14村）
- 1939年3月10日：泉川村改制為泉川町。（3町13村）
- 1939年10月1日：角野村改制為角野町。（4町12村）
- 1941年4月29日：飯岡村、冰見町、橘村、神戶村和西條町合併為西條市，並脫離新居郡。（2町9村）
- 1942年4月1日：中萩村改制為中萩町。（3町8村）
- 1953年5月3日：大島村、多喜濱村、神郷村、垣生村被併入新居濱市。（3町4村）
- 1955年3月31日：船木村、泉川町、中萩町、大生院村被併入新居濱市。（1町2村）
- 1956年9月28日：加茂村、大保木村和新居濱的部份地區被併入西條市。（1町）
- 1959年4月1日：角野町被併入新居濱市，同時新居郡因無管轄町村而廢除。

### 變遷表
| 1889年12月15日 | 1889年 - 1926年          | 1926年 - 1954年              | 1955年 - 1989年            | 1989年 - 現在              | 現在                       |
| -------------- | ------------------------ | ---------------------------- | -------------------------- | -------------------------- | -------------------------- |
| 西條町         | 西條町                   | 1941年4月29日 合併為西條市   | 1941年4月29日 合併為西條市 | 2004年11月1日 合併為西條市 | 2004年11月1日 合併為西條市 |
| 神拝村         | 1925年2月11日 併入西條町 | 1941年4月29日 合併為西條市   | 1941年4月29日 合併為西條市 | 2004年11月1日 合併為西條市 | 2004年11月1日 合併為西條市 |
| 大町村         | 1925年2月11日 併入西條町 | 1941年4月29日 合併為西條市   | 1941年4月29日 合併為西條市 | 2004年11月1日 合併為西條市 | 2004年11月1日 合併為西條市 |
| 玉津村         | 1925年2月11日 併入西條町 | 1941年4月29日 合併為西條市   | 1941年4月29日 合併為西條市 | 2004年11月1日 合併為西條市 | 2004年11月1日 合併為西條市 |
| 飯岡村         |                          | 1941年4月29日 合併為西條市   | 1941年4月29日 合併為西條市 | 2004年11月1日 合併為西條市 | 2004年11月1日 合併為西條市 |
| 冰見村         | 1908年1月1日 冰見町      | 1941年4月29日 合併為西條市   | 1941年4月29日 合併為西條市 | 2004年11月1日 合併為西條市 | 2004年11月1日 合併為西條市 |
| 橘村           |                          | 1941年4月29日 合併為西條市   | 1941年4月29日 合併為西條市 | 2004年11月1日 合併為西條市 | 2004年11月1日 合併為西條市 |
| 神戶村         |                          | 1941年4月29日 合併為西條市   | 1941年4月29日 合併為西條市 | 2004年11月1日 合併為西條市 | 2004年11月1日 合併為西條市 |
| 加茂村         | 加茂村                   | 加茂村                       | 1956年9月28日 併入西條市   | 2004年11月1日 合併為西條市 | 2004年11月1日 合併為西條市 |
| 大保木村       |                          |                              | 1956年9月28日 併入西條市   | 2004年11月1日 合併為西條市 | 2004年11月1日 合併為西條市 |
| 新居濱村       | 1908年1月1日 新居濱町    | 1937年11月3日 合併為新居濱市 | 新居濱市                   | 新居濱市                   | 新居濱市                   |
| 金子村         |                          | 1937年11月3日 合併為新居濱市 | 新居濱市                   | 新居濱市                   | 新居濱市                   |
| 高津村         |                          | 1937年11月3日 合併為新居濱市 | 新居濱市                   | 新居濱市                   | 新居濱市                   |
| 大島村         | 大島村                   | 1953年5月3日 併入新居濱市    | 新居濱市                   | 新居濱市                   | 新居濱市                   |
| 多喜濱村       |                          | 1953年5月3日 併入新居濱市    | 新居濱市                   | 新居濱市                   | 新居濱市                   |
| 神鄉村         |                          | 1953年5月3日 併入新居濱市    | 新居濱市                   | 新居濱市                   | 新居濱市                   |
| 垣生村         |                          | 1953年5月3日 併入新居濱市    | 新居濱市                   | 新居濱市                   | 新居濱市                   |
| 船木村         | 船木村                   | 船木村                       | 1955年3月31日 併入新居濱市 | 新居濱市                   | 新居濱市                   |
| 泉川村         | 泉川村                   | 1939年3月10日 泉川町         | 1955年3月31日 併入新居濱市 | 新居濱市                   | 新居濱市                   |
| 中萩村         | 中萩村                   | 1942年4月1日 中萩町          | 1955年3月31日 併入新居濱市 | 新居濱市                   | 新居濱市                   |
| 大生院村       |                          |                              | 1955年3月31日 併入新居濱市 | 新居濱市                   | 新居濱市                   |
| 角野村         | 角野村                   | 1939年10月1日 角野町         | 1959年4月1日 併入新居濱市  | 新居濱市                   | 新居濱市                   |